# Stavros Sarafis
Stavros Sarafis (Epanomi, 17 gennaio 1950 – Salonicco, 13 ottobre 2022) è stato un calciatore greco, di ruolo attaccante.

## Biografia
Sarafis nacque a Epanomi, alla periferia di Salonicco, nel 1950. Scoperto dal presidente Giorgos Pantelakis entrò nel PAOK nel 1967, rimanendovi per 14 anni fino al ritiro nel 1981. Fu un marcatore prolifico, segnando 136 gol in 358 partite di campionato con il PAOK. Realizzò inoltre 26 gol in Coppa di Grecia e 8 in competizioni UEFA, per un totale di 170 gol. Con Giorgos Koudas formò una delle coppie d'attacco più note del calcio greco negli anni '70, vincendo un campionato e due coppe.
Giocò in tutto 32 partite con la nazionale greca tra il 1969 e il 1977, segnando 7 gol.
Sarafis è morto il 13 ottobre 2022.